# Wilhelm Daniel Joseph Koch
Wilhelm Daniel Joseph Koch (Kusel, 5 marzo 1771 – Erlangen, 14 novembre 1849) è stato un medico e botanico tedesco.
Ha studiato medicina a Iena e a Marburgo. Divenne  professore di botanica e  di medicina a Erlangen nel 1824.

## Opere
- Synopsis florae germanicae et helveticae